# Haematopis
Haematopis es un género de polillas monotípica perteneciente a la familia Geometridae. El género fue descrito por primera vez por Jacob Hübner habiendo sido descrita en 1823. Su única especie, Haematopis grataria, conocido (en inglés) como polilla geómetra de la pamplina, se encuentra con gran distribución en Estados Unidos y Canadá.
El nombre proviene de "haima/haimatinos" (en griego) "sangre", una referencia al color rojizo de las alas.

## Descripción
Es una polilla pequeña con una envergadura de 20 a 25 milímetros (0,8 a 1 plg). Los adultos de esta especie descansan con las alas extendidas y a sus lados. Sus alas son de color amarillo pálido, y cada una de las alas delanteras presenta una pequeña mancha roja o rosada en el centro. Tanto las alas delanteras como las traseras presentan dos bandas rosadas o rojas, que parecen ser continuas en ambos pares de alas cuando la polilla está en reposo. Los machos de la polilla geómetra tienen antenas emplumadas, mientras que las hembras tienen antenas más delgadas y filiformes.
Las orugas son delgadas, pero engrosadas y ásperas en el primer segmento abdominal. Su color varía, con rayas verdes y blancas o a cuadros y moteadas, incluyendo marrón, canela y rojo.

## Ciclo de vida
Los adultos vuelan de mayo a octubre. Es una especie de vuelo diurno. El huevo eclosiona en unos siete días, y las larvas pasan por cinco estadios y maduran entre 28 a 30 días. La pupa es de color verde amarillento claro con marrón claro con una línea dorsal violácea.
Las larvas se alimentan de diversas plantas bajas, como Stellaria, Polygonum y el trébol.